# Эммендорф
Эммендорф (нем. Emmendorf) — община в Германии, в земле Нижняя Саксония.
Входит в состав района Ильцен. Подчиняется управлению Бефензен. Население составляет 728 человек (на 31 декабря 2010 года). Занимает площадь 10,88 км².
Коммуна подразделяется на 4 сельских округа.